# 林家铺子
《林家铺子》是1959年上映的中国剧情片，由北京电影制片厂出品，水华执导，夏衍，钱江摄影，谢添、韩涛、于蓝、马薇等主演。改编自茅盾的同名短篇小说。